# In einem Land vor unserer Zeit X – Die große Reise
In einem Land vor unserer Zeit X – Die große Reise ist ein Zeichentrickfilm. Regie führte Charles Gosvenor. Der Film ist im Jahr 2003 in den USA erschienen. Er stammt von Universal Pictures.

## Handlung
Jede Nacht wird Littlefoot von einem komischen Traum aus dem Schlaf gerissen. Eine gefährliche Vorahnung veranlasst die Dino-Gemeinschaft, das Tal gemeinsam zu verlassen und sich auf eine aufregende und spannende Reise zu machen. Gefährliche Abenteuer sowie neue Bekanntschaften mit unbekannten Wesen warten auf die Dino-Freunde. Am Ende gelangen sie zur größten Versammlung ihrer Artgenossen, wo sie unglaubliche Dinge erleben und erfahren.

## Charaktere
| Rolle                  | Gattung     | Englischer Sprecher | Deutscher Sprecher   |
| ---------------------- | ----------- | ------------------- | -------------------- |
| Littlefoot             | Apatosaurus | Alec Medlock        | Rubina Nath          |
| Cera                   | Triceratops | Anndi McAfee        | Magdalena Turba      |
| Ducky                  | Saurolophus | Aria Noelle Curzon  | Debby van Dooren     |
| Petrie                 | Pteranodon  | Jeff Bennett        | Wolfgang Ziffer      |
| Spike                  | Stegosaurus | Rob Paulsen         | Mario von Jascheroff |
| Littlefoots Vater      | Apatosaurus | Kiefer Sutherland   | Ingolf Lück          |
| Littlefoots Großvater  | Apatosaurus | Kenneth Mars        | Karl Schulz          |
| Littlefoots Großmutter | Apatosaurus | Miriam Flynn        | Rita Engelmann       |
| Ceras Vater            | Triceratops | John Ingle          | Helmut Krauss        |
| Sue                    | Apatosaurus | Bernadette Peters   | Marie-Luise Marjan   |
| Shorty                 | Apatosaurus | Brandon de Paul     | Hannes Maurer        |
| Pat                    | Apatosaurus | James Garner        | Klaus Sonnenschein   |
| Erzähler               |             | John Ingle          | Roland Hemmo         |